# Habenaria drepanopetala
Habenaria drepanopetala är en orkidéart som beskrevs av Guido Frederico João Pabst. Habenaria drepanopetala ingår i släktet Habenaria och familjen orkidéer. Inga underarter finns listade i Catalogue of Life.